# Androcymbium albanense
Androcymbium albanense är en tidlöseväxtart som beskrevs av Selmar Schönland. Androcymbium albanense ingår i släktet Androcymbium och familjen tidlöseväxter.

## Underarter
Arten delas in i följande underarter:
- A. a. albanense
- A. a. clanwilliamense